# Cursa de la Pau - Gran Premi Jeseníky
La Cursa de la Pau - Gran Premi Jeseníky, anomenada fins al 2016 Cursa de la Pau sub-23 i fins al 2019 Gran Premi Priessnitz spa, és una cursa ciclista per etapes que es disputa a la República Txeca. La cursa es creà el 2013 ja formant part de l'UCI Europa Tour. Des del 2015 forma part de la Copa de les Nacions UCI sub-23.
El nom feia referència a l'antiga Cursa de la Pau disputada fins al 2006. L'edició del 2020, prevista pel juny, no es disputà per culpa de la pandèmia de Covid-19. La cursa passà a anomenar-se Cursa de la Pau - Gran Premi Jeseníky o Závod Míru U23-Grand Prix Jeseníky el 2021.

## Palmarès
| Any                                   | Vencedor            | Segon               | Tercer               |         |
| ------------------------------------- | ------------------- | ------------------- | -------------------- | ------- |
| Cursa de la Pau sub-23                |                     |                     |                      |         |
| 2013                                  | Toms Skujiņš        | Jan Hirt            | Luka Pibernik        |         |
| 2014                                  | Samuel Spokes       | Bram Van Broekhoven | Bartosz Warchoł      |         |
| 2015                                  | Gregor Mühlberger   | Loïc Vliegen        | Odd Christian Eiking |         |
| 2016                                  | David Gaudu         | Tao Geoghegan Hart  | Kilian Frankiny      |         |
| Gran Premi Priessnitz spa             |                     |                     |                      |         |
| 2017                                  | Bjorg Lambrecht     | Niklas Eg           | Michal Schlegel      |         |
| 2018                                  | Tadej Pogačar       | Samuele Battistella | Marc Hirschi         |         |
| 2019                                  | Andreas Leknessund  | Stefan Bissegger    | Clément Champoussin  |         |
| Cursa de la Pau - Gran Premi Jeseníky |                     |                     |                      |         |
| 2020                                  | suspesa             | suspesa             | suspesa              | suspesa |
| 2021                                  | Filippo Zana        | Kristjan Hočevar    | Toon Clynhens        |         |
| 2022                                  | Lennert Van Eetvelt | Rudy Porter         | Mathias Vacek        |         |
| 2023                                  | Antoine Huby        | Simon Dalby         | Davide De Cassan     |         |
| 2024                                  | Brieuc Rolland      | Aaron Dockx         | Léo Bisiaux          |         |